# 程相文
程相文（1936年—），男，汉族，河南郑州人，中国玉米育种专家，中国种业十大功勋人物，中共十八大代表。现任河南省鹤壁市农业科学院名誉院长。